# 聖佐治 (密蘇里州賴特縣)
聖佐治（英語：St. George）是位於美國密蘇里州賴特縣的非建制地區。

## 歷史
聖佐治的郵局於1872年、1874年至1919年、1922年至1958年間三度設立和停運。

## 地理
聖佐治所處的海拔為高於海平面381米（即1260英呎），而該地所採用的時區為UTC-6，即北美中部時區（CST）。同時該地設有夏令時間，為UTC-6調快一小時，即UTC-5（CDT）。